# Головченко, Анатолий Петрович
Анатолий Петрович Головченко (3 августа 1911, Евсуг — 31 марта 1976, Киев) — советский офицер, Герой Советского Союза, в годы Великой Отечественной войны командир батальона 33-й гвардейской мотострелковой бригады 9-го гвардейского танкового корпуса 2-й гвардейской танковой армии 1-го Белорусского фронта, гвардии майор.

## Биография
Родился 3 августа 1911 года в селе Евсуг (теперь Беловодского района Луганской области) в крестьянской семье. Украинец. Член КПСС с 1939 года. Окончил семь классов средней школы. Работал бурильщиком на шахте города Стаханова Луганской области.
В 1933 году призван в ряды Красной Армии. В 1939 году окончил Одесское военное пехотное училище, в 1942 году — курсы «Выстрел». В боях Великой Отечественной войны с 22 июня 1941 года. Воевал на 1-м Белорусском фронте.
Отличился в боях за освобождение Польши. В ночь на 20 января 1945 года батальон начал штурм сильно укреплённого города Бжесць-Куявский и овладел городом. В ходе боя было уничтожено до 300 вражеских солдат и офицеров, захвачено 50 подвод с военным снаряжением, 16 гранатомётов и много другой оружия. 22 января 1945 года батальон, действуя в передовом отряде, ворвался в населённый пункт Подгуже (ныне в черте польского города Торуня), обеспечив выход бригады к Висле.
Указом Президиума Верховного Совета СССР от 27 февраля 1945 года по мужество и героизм, проявленные в боях за освобождение Польши и умелое командование батальном гвардии майору Головченко Анатолию Петровичу присвоено звание Героя Советского Союза с вручением ордена Ленина и медали «Золотая Звезда» (№ 5760).
После войны продолжил службу в Советской Армии. С 1957 года подполковник А. П. Головченко — в запасе. Работал инженером института физики. Жил в Киеве. Умер 31 марта 1976 года. Похоронен в Киеве на Байковом кладбище.